# Мила Йовович
Милица Йовович (на сръбски: Милица Јововић, на руски: Милица Йовович, на украински: Милиця Йовович) е актриса, певица, моден дизайнер и фотомодел със сърбо-руски произход, която живее и работи в САЩ.

## Биография
Родена е през 1975 г. в Киев, СССР в семейството на сръбския лекар Богдан Йовович и руската актриса Галина Логинова (след като се омъжва – Галина Йовович). Семейството се премества в Лондон, а след това през 1981 г. в Сакраменто, Калифорния. Седем месеца по-късно се установяват в Лос Анджелис, Калифорния.
Мила прави своя дебют като актриса, когато е на 13 години в телевизионната продукция на Дисни „The Night Train to Kathmandu“. По същото време започват да излизат нейни снимки на кориците на редица модни списания, което слага началото на нейната кариера като фото модел. През 1988 г. Йовович се снима във филма „Two Moon Junction“. През 1991 г. Мила Йовович участва в приключенския филм „Завръщане в синята лагуна“ (Return to the Blue Lagoon).
На 16-годишна възраст Мила Йовович се омъжва за актьора Шон Андрюс, но бракът им е прекратен не след дълго. През 1997 г. тя сключва брак с режисьора Люк Бесон, с когото се развежда две години по-късно.
Тя също така е използвана за модел на героя във видео играта „Blood Rayne“
На 22 август 2009 г. Мила се омъжва за дългогодишния си приятел, режисьора Пол Уилям Скот Андерсън. Сватбата се е състояла в дома им в Бевърли Хилс, Калифорния, пред 50 гости. Имат три дъщери: Евър Габо (3 ноември 2007 г.), Дашиъл Едън (1 април 2015 г.), Ошин Ларк Елиът (2 февруари 2020 г.).

## Музикална кариера
Началото на музикалната ѝ кариера започва през 1988 когато SBK Record чуват демо на Мила Йовович и сключват договор с нея. Впоследствие тя започва работа върху музикален албум. През август 1990 г. тя твърди в интервю, че предстоящият тогава албум ще бъде „микс между Кейт Буш и Шиниъд О'Конър“. След като първоначално е представен от SBK като поп албум, Йовович протестира, настоявайки да използва личната си поезия за текстове и да запише свой собствен инструментален материал. Йовович е написала текстовете и е композирала музиката на песните, когато е била на петнадесет, с изключение на една украинска народна песен „На поляна“, която е кавър. През април 1994 г., тя издава „Божествена комедия“, заглавие, което е препратка към едноименната епична поема на Данте Алигиери.
Йовович избира заглавието, след като вижда предложената скица на обложката на руския художник Алексис Стийл за тогава неозаглавения албум. „Божествена комедия“ е добре приета от критиците и включватрадиционни украински народни песни, изпълнени с поп звучене, което доведе до сравнения с музиканти като Тори Амос и Кейт Буш.
През 1998 Йовович записва с помощта на Емит Блок „The People Tree Sessions“ – електронен/фолк рок албум През 2000 г. албумът е избран за „Поп CD на седмицата“ и получава 3 от 5 звезди от вестник „Гардиън“. Йовович продължава да пише демо песни, които се предоставят безплатно в нейния официален уебсайт.

## Филмография
- (2020) „Ловец на чудовища“ – Monster Hunter
- (2019) „Райски хълмове“ – Paradise Hills
- (2019) „Хелбой“ – Hellboy
- (2016) „Заразно зло: Финалът“ – Resident Evil: The Final Chapter
- (2016) „Зулендър 2“ – Zoolander 2
- (2015) „Оцеляване“ – Survivor
- (2012) „Хроники“ – Chronicle
- (2012) The Winter Queen
- (2012) „Заразно зло: Възмездие“ – Resident Evil: Retribution
- (2011) Выкрутасы
- (2011) „Лица в тълпата“ – Faces in the Crowd (eдновременно с това е изпълнителен продуцент )
- (2011) „Да отгледаш Боби“ – Bringing Up Bobby
- (2011) „Тримата мускетари“ – The Three Musketeers 3D
- (2010) „Мейнърд Джеймс Кийнън за виното“ – Blood into Wine
- (2010) „Мръсницата“ – Dirty Girl
- (2010) „Стоун“ – Stone
- (2010) „Заразно зло: Живот след смъртта“ – Resident Evil: Afterlife
- (2009) „Четвъртият вид“ – The Fourth Kind
- (2009) „Перфектното бягство“ – A Perfect Getaway
- (2008) „Снимки в Палермо“ – Palermo Shooting]
- (2007) „Заразно зло: Изтребване“ – Resident Evil: Extinction
- (2006) „Калибър 45“ – .45
- (2006) „Ултравайълет“ – Ultraviolet
- (2004) „Заразно зло: Апокалипсис“ – Resident Evil: Apocalypse
- (2002) King of the Hill (сериал)
- (2002) „Глупакът“ – You Stupid Man
- (2002) „Всичко лошо се връща“ – No Good Deed
- (2002) „Заразно зло“ – Resident Evil
- (2002) „Кукла“ – Dummy
- (2001) „Зулендър“ – Zoolander
- (2000) The Claim
- (2000) „Хотел за милион долара“ – The Million Dollar Hotel
- (1999) „Жана д'Арк“ – The Messenger: The Story of Joan of Arc
- (1998) „Готов за играта“ – He Got Game
- (1997) „Петият елемент“ – The Fifth Element
- (1993) „Объркани и непокорни“ – Dazed and Confused
- (1993) Gentleman Who Fell (късометражен филм)
- (1992) „Чаплин“ – Chaplin
- (1992) „Къфс“ – Kuffs
- (1991) „Завръщане в синята лагуна“ – Return to the Blue Lagoon
- (1990) Parker Lewis Can't Lose (сериал)
- (1989) „Женени с деца“ – Married with Children (4-ти сезон на сериала, епизодична роля в епизод 63)
- (1988) Paradise (сериал)
- (1988) The Night Train to Kathmandu (телевизионен филм)
- (1988) „Лунен кръстопът“ – Two Moon Junction

## Модел и рекламно лице
освен като актриса, изпълнителен продуцент и певица Мила Йовович се изявява и като модел. Тя е позирала с цел реклама на реномирани марки като Дона Каран, Лореал, Армани и пр. и краси кориците на множество списания, облечена в техните дрехи. През 2021 тя бе избрана посланик (рекламно лице)на Johnnie Walker